# Râul Rupturi
Râul Rupturi este un curs de apă, afluent al râului Șușița. 